# Pomacanthus asfur
Pomacanthus asfur é uma espécie de peixe da família dos pomacantídeos (Pomacanthidae).